# Ecclesia de eucharistia
In der Enzyklika Ecclesia de eucharistia aus dem Jahr 2003 hebt Papst Johannes Paul II. die Feier der Eucharistie als zentrales Glaubensgeheimnis der katholischen Kirche hervor. Eine gemeinsame Kommunion von Katholiken und Protestanten sei aufgrund des unterschiedlichen Eucharistieverständnisses nicht möglich.
In seiner Enzyklika weist der Papst auf die Einsetzung einer Liturgiekommission hin und kündigt die Herausgabe einer Instruktion über die Liturgie und Eucharistie an, die von der Kongregation für den Gottesdienst und die Sakramentenordnung erarbeitet werde.

## Inhalt

### Einleitung (Nr. 1–10)
(1) „Die Kirche lebt von der Eucharistie.“ Dies „enthält zusammenfassend den Kern des Mysteriums der Kirche.“ In der Eucharistie ist Christus „in einzigartiger Intensität“ gegenwärtig. In der Eucharistie werden Brot und Wein „in Christi Leib und Blut“ verwandelt. Das „eucharistische Opfer“ ist daher „Quelle und Höhepunkt des ganzen christlichen Lebens“ (Lumen gentium, Nr. 11). In der Eucharistie entdeckt die Kirche den „vollkommenen Ausdruck seiner unendlichen Liebe“.
(2) Christus setzt die Eucharistie beim Letzten Abendmahl im Abendmahlssaal ein.
(3) Die Eucharistie ist das Sakrament des „Ostermysteriums“. Die Einsetzung der Eucharistie im Abendmahlsaal nahm „auf sakramentale Weise“ den Tod und die Auferstehung Jesu vorweg.
(4) „An diesen Ort [Gethsemani, Golgotha, Grab Jesu] und in diese Stunde kehrt in geistlicher Weise jeder Priester zurück, der die heilige Messe feiert, und mit ihm die christliche Gemeinde, die daran teilnimmt.“
(5) „Fundament und […] Quelle“ der Kirche „ist das gesamte Triduum paschale.“ Das Triduum paschale ist „in der eucharistischen Gabe gewissermaßen gesammelt, vorweggenommen und für immer „konzentriert“. In dieser Gabe übereignete Jesus Christus der Kirche die immerwährende Vergegenwärtigung des Ostermysteriums. Mit ihr stiftete er eine geheimnisvolle »Gleichzeitigkeit« zwischen jenem Triduum und dem Gang aller Jahrhunderte.“
(6) Das „Antlitz Christi“ kann man „vor allem aber im lebendigen Sakrament seines Leibes und seines Blutes“ betrachten.
(8) Die heilige Messe ist „kosmisch“. „Sie verbindet Himmel und Erde. Sie umfaßt und erfüllt alles Geschaffene. Der Sohn Gottes ist Mensch geworden, um alles Geschaffene in einem höchsten Akt des Lobes dem zurückzuerstatten, der es aus dem Nichts geschaffen hat. Indem der ewige Hohepriester durch das Blut seines Kreuzes in das ewige Heiligtum eintritt, erstattet er dem Schöpfer und Vater die ganze erlöste Schöpfung zurück. Das tut er durch das priesterliche Dienstamt der Kirche zur Ehre der heiligsten Dreifaltigkeit. Dies ist das mysterium fidei, das in der Eucharistie gegenwärtig wird: die Welt, die aus den Händen des Schöpfergottes hervorgegangen ist, kehrt als von Christus erlöste Welt zu Gott zurück.“
(9) Die Darlegungen des Tridentinischen Konzils zur Eucharistie sind zu „bewundern“. Aus jüngerer Zeit sind die Enzykliken zu nennen: Mirae Caritatis, Mediator Dei und Mysterium Fidei. Das  Zweite Vatikanische Konzil hat einige Aspekte der Eucharistie „beleuchtet“, besonders in Lumen gentium und in Sacrosanctum Concilium.
(10) „Ohne Zweifel war die Liturgiereform des Konzils von großem Gewinn für eine bewusstere, tätigere und fruchtbarere Teilnahme der Gläubigen am heiligen Opfer des Altares.“ „Leider fehlt es neben diesen Lichtstrahlen nicht an Schatten. Es gibt Orte, an denen der Kult der eucharistischen Anbetung fast völlig aufgegeben wurde. In dem einen oder anderen Bereich der Kirche kommen Mißbräuche hinzu, die zur Schmälerung des rechten Glaubens und der katholischen Lehre über dieses wunderbare Sakrament beitragen. Bisweilen wird ein stark verkürzendes Verständnis des eucharistischen Mysteriums sichtbar. Es wird seines Opfercharakters beraubt und in einer Weise vollzogen, als ob es den Sinn und den Wert einer brüderlichen Mahlgemeinschaft nicht übersteigen würde. Darüber hinaus wird manchmal die Notwendigkeit des Amtspriestertums, das in der apostolischen Sukzession gründet, verdunkelt, und die Sakramentalität der Eucharistie allein auf die Wirksamkeit in der Verkündigung reduziert. Von da aus gibt es hier und da ökumenische Initiativen, die zwar gut gemeint sind, aber zu eucharistischen Praktiken verleiten, die der Disziplin widersprechen, mit der die Kirche ihren Glauben zum Ausdruck bringt.“ „Die Eucharistie ist ein zu großes Gut, um Zweideutigkeiten und Verkürzungen zu dulden.“

### I. Kapitel: Geheimnis des Glaubens (Nr. 11–20)
(11) „Die Eucharistie ist nicht nur eine Erinnerung an dieses Ereignis, sondern seine sakramentale Vergegenwärtigung. Sie ist das Kreuzesopfer, das durch die Jahrhunderte fortdauert.“ Durch das Sakrament der Eucharistie kann „jeder Gläubiger […]. am Opfer Christi teilnehmen und seine Früchte in unerschöpflichem Maß erlangen.“
(12) Das Handeln Christi war ein Opfer. In den Einsetzungsworten brachte Christus den „Opfercharakter zum Ausdruck“. „[…] dieses Opfer wird gegenwärtig und dauert auf sakramentale Weise in jeder Gemeinschaft fort, in der es durch die Hände des geweihten Priesters dargebracht wird.“ „Das Opfer Christi und das Opfer der Eucharistie sind ein einziges Opfer“ (KKK, Nr. 1367). „Die Messe macht das Opfer des Kreuzes gegenwärtig, sie fügt ihm nichts hinzu und vervielfältigt es auch nicht“ (Konzil von Trient, DH 1743). „Was sich wiederholt, ist die Gedächtnisfeier, seine ‚gedenkende Darstellung‘ (memorialis demonstratio), durch die das einzige und endgültige Erlösungsopfer Christi in der Zeit gegenwärtig wird.“
(13) Die Eucharistie ist „Opfer im eigentlichen Sinn“. Dies „kraft ihrer innigen Beziehung mit dem Opfer von Golgota“. Sie ist nicht nur „eine bloße Hingabe Christi als geistliche Speise an die Gläubigen“ „Indem Christus der Kirche sein Opfer schenkte, wollte er sich auch das geistliche Opfer der Kirche zu eigen machen, die berufen ist, mit dem Opfer Christi auch sich selbst darzubringen.“ Das lehrt uns das Zweite Vatikanische Konzil im Hinblick auf alle Gläubigen: „In der Teilnahme am eucharistischen Opfer, der Quelle und dem Höhepunkt des ganzen christlichen Lebens, bringen sie das göttliche Opferlamm Gott dar und sich selbst mit ihm“ (LG, 11).
(14) „Das Pascha Christi umfaßt mit dem Leiden und dem Tod auch seine Auferstehung.“
(15) „Die sakramentale Vergegenwärtigung des durch die Auferstehung vollendeten Opfers Christi in der heiligen Messe beinhaltet eine ganz besondere Gegenwartsweise, die […] wirklich genannt wird, […] weil sie substantiell ist und infolgedessen den ganzen und vollständigen Christus, den Gottmenschen, gegenwärtig macht“ (Mysterium Fidei). „»Durch die Konsekration des Brotes und Weines geschieht eine Verwandlung der ganzen Substanz des Brotes in die Substanz des Leibes Christi, unseres Herrn, und der ganzen Substanz des Weines in die Substanz seines Blutes. Diese Wandlung wurde von der heiligen katholischen Kirche treffend und im eigentlichen Sinne Wesensverwandlung genannt« (Konzil von Trient, DH 1642). Die Eucharistie ist wirklich mysterium fidei, ein Geheimnis, das unser Denken übersteigt und das nur im Glauben erfaßt werden kann.“
(16) Die Wirkung der Eucharistie erfüllt sich in der Kommunion. „Das eucharistische Opfer ist in sich auf die innige Gemeinschaft von uns Gläubigen mit Christus in der Kommunion ausgerichtet: […].  Die Eucharistie ist ein wahres Mahl, in dem sich Christus als Nahrung darbietet. […]. Es handelt sich nicht um eine Speise in einem bildhaften Sinn: »Mein Fleisch ist wirklich eine Speise, und mein Blut ist wirklich ein Trank« (Joh 6, 55).“
(17) „Durch die Teilhabe an seinem Leib und an seinem Blut teilt Christus uns auch seinen Geist mit. […]. So läßt Christus durch die Gabe seines Leibes und seines Blutes in uns die Gabe seines Geistes wachsen, der uns schon in der Taufe eingegossen und im Sakrament der Firmung als »Siegel« geschenkt wurde.“
(18) Die Eucharistie hat eine „eschatologische Perspektive“. In der Eucharistie empfängt der Gläubige „auch die Garantie der leiblichen Auferstehung am Ende der Welt“.
(19) In der Eucharistie findet eine Vereinigung mit der „himmlischen Liturgie“ statt. „Die Eucharistie ist wirklich ein Aufbrechen des Himmels, der sich über der Erde öffnet. Sie ist ein Strahl der Herrlichkeit des himmlischen Jerusalem, der die Wolken unserer Geschichte durchdringt und Licht auf unseren Weg wirft.“
(20) Die eschatologische Spannung der Eucharistie schwächt nicht, sondern „fördert unseren Verantwortungssinn für die gegenwärtige Welt.“ Mit Paulus ist zu sagen, dass die Teilnahme der christlichen Gemeinde am Herrenmahl unwürdig ist, „wenn es in ihr Spaltungen gibt und sie den Armen gegenüber gleichgültig ist“.

### II. Kapitel: Die Eucharistie baut die Kirche auf (Nr. 21–25)
(21) „Analog zum Bundesschluß am Sinai, der durch das Opfer und die Besprengung mit Blut besiegelt wurde, legen die Handlungen und Worte Jesu beim Letzten Abendmahl das Fundament für die neue messianische Gemeinschaft, das Volk des Neuen Bundes.“
(22) „Die Eingliederung in Christus, die in der Taufe verwirklicht wird, erneuert und festigt sich beständig durch die Teilnahme am eucharistischen Opfer, vor allem durch die volle Teilnahme am Opfer in der sakramentalen Kommunion. Wir können sagen, daß nicht nur jeder einzelne von uns Christus empfängt, sondern auch, daß Christus jeden einzelnen von uns empfängt. Er schließt Freundschaft mit uns: »Ihr seid meine Freunde« (Joh 15, 14).“ Aus der Eucharistie schöpft die Kirche „die notwendige geistliche Kraft, um ihre Sendung zu erfüllen“.
(23) „Mit der eucharistischen Kommunion wird die Kirche zugleich in ihrer Einheit als Leib Christi gefestigt.“
(24) „Durch die Kommunion am Leib Christi dringt die Kirche immer tiefer in ihr Wesen ein, »in Christus gleichsam das Sakrament, das heißt Zeichen und Werkzeug für die innigste Vereinigung mit Gott wie für die Einheit der ganzen Menschheit« (Lumen gentium, Nr. 1) zu sein.“
(25) „Der Kult, welcher der Eucharistie außerhalb der Messe erwiesen wird, hat einen unschätzbaren Wert im Leben der Kirche.“ Christus ist auch nach der Messe unter den heiligen Gestalten gegenwärtig. Dies solange, wie die Gestalten Bestand haben. Neben der geistlichen Kommunion sind Formen der eucharistischen Frömmigkeit wie Aussetzung des Allerheiligsten oder ein „geistliches Zwiegespräch“ und eine „stille Anbetung“ vor dem „eucharistischen Christus“ sind zu pflegen.

### III. Kapitel: Die Apostolizität der Eucharistie und der Kirche (Nr. 26–33)
(26) Zwischen der Eucharistie und der Kirche besteht eine sehr enge Verbindung.
(27) Die Eucharistie ist „wie die Kirche apostolisch“, weil sie das den Aposteln von Christus anvertraute Sakrament weitergibt und „weil sie in Übereinstimmung mit dem Glauben der Apostel gefeiert wird“.
(28) Ferner ist die Eucharistie apostolisch, weil sie durch die apostolische Sukzession der Bischöfe und durch das davon abhängige Weihesakrament des Priesters ermöglicht wird. Der Amtspriester vollzieht das eucharistische Opfer „in der Person Christi“. Dies bedeutet mehr als nur im Namen oder in Stellvertretung. „In der Person, d. h. in der spezifischen, sakramentalen Identifizierung mit dem ewigen Hohenpriester, der Urheber und hauptsächliches Subjekt dieses seines eigenen Opfers ist, bei dem er in Wahrheit von niemandem ersetzt werden kann“.
(29) Das Weihesakrament des Priesters vermittelt „eine Gabe […], die auf radikale Weise die Vollmacht der Gemeinde überragt. Das priesterliche Dienstamt ist unersetzlich, um die eucharistische Konsekration gültig an das Kreuzesopfer und an das Letzte Abendmahl zu binden. […] Die Gemeinde kann sich aber nicht selbst einen geweihten Amtsträger geben. Dieser ist eine Gabe, die die Gemeinde durch die auf die Apostel zurückgehende Sukzession der Bischöfe empfängt.“
(30) Bei den „kirchlichen Gemeinschaften, die im Abendland im 16. Jahrhundert und danach entstanden und von der katholischen Kirche getrennt sind“ fehlt das „Weihesakrament“ und wurde „die ursprüngliche und vollständige Wirklichkeit des eucharistischen Mysteriums nicht bewahrt“. „Deshalb müssen die katholischen Gläubigen bei allem Respekt vor den religiösen Überzeugungen ihrer getrennten Brüder und Schwestern der Kommunion fernbleiben, die bei ihren Feiern ausgeteilt wird, damit sie nicht einer zweideutigen Auffassung über das Wesen der Eucharistie Vorschub leisten und so die Pflicht versäumen, für die Wahrheit klar Zeugnis abzulegen. Dies würde zu einer Verzögerung auf dem Weg zur vollen sichtbaren Einheit führen. Es ist auch nicht gestattet, die sonntägliche heilige Messe durch ökumenische Wortgottesdienste, durch gemeinsame Gebetstreffen mit Christen, die den genannten kirchlichen Gemeinschaften angehören, oder durch die Teilnahme an ihren liturgischen Feiern zu ersetzen. Bei geeigneten Anlässen sind derartige Feiern und Treffen in sich lobenswert, sie bereiten auf die ersehnte volle, auch eucharistische Gemeinschaft vor, können sie aber nicht ersetzen“.
(31) Die Eucharistie ist der zentrale „Seinsgrund“ des priesterlichen Dienstamtes. Das eucharistische Opfer „bildet daher Mitte und Wurzel des ganzen priesterlichen Lebens“ (Presbyterorum ordinis, 14). Der Priester soll daher täglich die Eucharistie feiern. Die Eucharistie ist auch dann, wenn keine Gläubigen dabei sein können, „ein Akt Christi und der Kirche“ (Presbyterorum ordinis, 13).
(32) Durch Priestermangel bedingte sonntägliche Gottesdienste ohne einen geweihten Priester sind an sich „lobenswert“, aber nur „bloß vorläufig“ und „in sakramentaler Weise unvollständig“.
(33) Nichtgeweihte Gläubige, die in der Seelsorge mitarbeiten, sollen den „Hunger“ nach der Eucharistie lebendig halten.

### IV. Kapitel: Die Eucharistie und die kirchliche Gemeinschaft (Nr. 34–46)
(34) Die „Communio-Ekklesiologie“ ist „die zentrale und grundlegende Idee der Dokumente des Zweiten Vatikanischen Konzils“. „Die Eucharistie erscheint als Höhepunkt aller Sakramente, weil sie die Gemeinschaft mit Gott Vater im Einswerden mit dem eingeborenen Sohn durch den Heiligen Geist zur Vollendung führt.“ „Eben darum ist es angemessen, in der Seele das dauernde Verlangen nach dem eucharistischen Sakrament zu pflegen. Hier liegt die Übung der »geistlichen Kommunion« begründet, die sich seit Jahrhunderten in der Kirche verbreitet hat und von heiligen Lehrmeistern des geistlichen Lebens empfohlen wurde.“
(35) „Die enge Beziehung, die zwischen den unsichtbaren und den sichtbaren Elementen der kirchlichen Gemeinschaft besteht, ist ein konstitutives Merkmal der Kirche als Sakrament des Heiles.“ (Lumen gentium, Nr. 14).  Deshalb folgt aus dem „Wesen der Eucharistie“, „daß sie in der Gemeinschaft gefeiert wird, und zwar dort, wo die Unversehrtheit ihrer Bande gewahrt ist.“
(36) „Die unsichtbare Gemeinschaft“ setzt das „Leben der Gnade“ voraus. Deshalb muss derjenige, der sich einer schweren Sünde bewusst ist, das Sakrament der Buße empfangen, bevor er die Kommunion empfängt (KKK, 1385).
(37) „Die Eucharistie und die Buße sind zwei eng miteinander verbundene Sakramente.“ „Es ist offensichtlich, daß das Urteil über den Gnadenstand nur dem Betroffenen zukommt, denn es handelt sich um ein Urteil des Gewissens. Aber in den Fällen, in denen ein äußeres Verhalten in schwerwiegender, offenkundiger und beständiger Weise der moralischen Norm widerspricht, kommt die Kirche nicht umhin, sich in ihrer pastoralen Sorge um die rechte Ordnung der Gemeinschaft und aus Achtung vor dem Sakrament in Pflicht nehmen zu lassen. Auf diesen Zustand offenkundiger moralischer Indisposition verweist die Norm des kirchlichen Gesetzbuches, gemäß der jene nicht zur eucharistischen Kommunion zugelassen werden können, ‚die hartnäckig in einer offenkundigen schweren Sünde verharren‘“ (CIC, can. 915).
(38) „Die Eucharistie ist die höchste sakramentale Darstellung der Gemeinschaft in der Kirche. Deshalb ist es notwendig, daß sie im Kontext der Unversehrtheit auch der äußeren Bande der Gemeinschaft gefeiert wird.“ Die Bande der Gemeinschaft in den Sakramenten müssen wirklich bestehen, besonders in der Taufe und in der Priesterweihe. Es ist daher nicht möglich, jemandem, der nicht getauft ist „oder die unverkürzte Glaubenswahrheit über das eucharistische Mysterium zurückweist“, die Kommunion zu reichen.
(39) Das eucharistische Opfer ist niemals Feier nur der jeweiligen Gemeinde. Die Gemeinde muss offen gegenüber „jeder anderen katholischen Gemeinde“ sein. „Die kirchliche Gemeinschaft der eucharistischen Versammlung ist Gemeinschaft mit dem eigenen Bischof und mit dem Papst.“
(40) „Die Eucharistie schafft Gemeinschaft und erzieht zur Gemeinschaft.“
(41) „In der besonderen Wirksamkeit zur Förderung der Gemeinschaft, die der Eucharistie eigen ist, liegt einer der Gründe für die Bedeutung der Sonntagsmesse.“
(43) Die Eucharistie als Sakrament und damit Quelle und Ausdruck der „Einheit des Volkes Gottes“ hat eine besondere „Beziehung zum ökonomischen Einsatz“.
(44) Die „Einheit der Kirche“ steht „unter dem unabdingbaren Anspruch der vollen Gemeinschaft durch die Bande des Glaubensbekenntnisses, der Sakramente und des kirchlichen Leitungsamtes“. Es ist daher nicht möglich, „die eucharistische Liturgie gemeinsam zu feiern, bevor diese Bande in ihrer Unversehrtheit nicht wiederhergestellt sind. Eine derartige Konzelebration wäre kein gültiges Mittel, sondern könnte sich sogar als ein Hindernis für das Erreichen der vollen Gemeinschaft erweisen. Sie würde den Sinn dafür abschwächen, wie weit das Ziel entfernt ist, und eine zweideutige Auffassung über die eine oder andere Glaubenswahrheit mit sich bringen und fördern. Der Weg zur vollen Einheit kann nur in der Wahrheit beschritten werden.“
(45) „Wenn die volle Gemeinschaft fehlt, ist die Konzelebration in keinem Fall statthaft. Dies gilt nicht für die Spendung der Eucharistie unter besonderen Umständen und an einzelne Personen, die zu Kirchen oder kirchlichen Gemeinschaften gehören, die nicht in der vollen Gemeinschaft mit der katholischen Kirche stehen. In diesem Fall geht es nämlich darum, einem schwerwiegenden geistlichen Bedürfnis einzelner Gläubiger im Hinblick auf das ewige Heil entgegenzukommen, nicht aber um die Praxis einer Interkommunion, die nicht möglich ist, solange die sichtbaren Bande der kirchlichen Gemeinschaft nicht vollständig geknüpft sind.“
(46) In bestimmten Einzelfällen kann der Priester, das Sakrament der Eucharistie auch Nichtkatholiken spenden, die den Empfang der Kommunion „sehnlich“ wünschen und bezüglich der Eucharistie den katholischen Glauben bekennen. Ein katholischer Gläubiger kann „nicht die Kommunion in einer Gemeinschaft empfangen, der das gültige Sakrament der Weihe fehlt.“

### V. Kapitel: Die Würde der Eucharistiefeier (Nr. 47–52)
(48) „Wie die Frau, die Jesus in Betanien salbte, hat die Kirche keine Angst, »verschwenderisch« zu sein, wenn sie die besten Mittel einsetzt, um ihr anbetendes Staunen über das unermeßliche Geschenk der Eucharistie zum Ausdruck zu bringen.“
(49) „Äußere Ausdrucksformen“ sollen „die Größe des gefeierten Ereignisses herausstellen und unterstreichen“.
(50) „Groß ist der kreative Freiraum, den die Kirche den Künstlern immer gelassen hat […]. Die sakrale Kunst muß sich jedoch durch die Fähigkeit auszeichnen, das Mysterium angemessen zum Ausdruck zu bringen, und zwar in Übereinstimmung mit dem ganzen Glauben der Kirche und gemäß den pastoralen Weisungen, die von der zuständigen Autorität erlassen werden. Dasselbe gilt auch für die bildenden Künste und für die Kirchenmusik.“
(51) Die notwendige liturgische Inkulturation in den „Kontinenten des jungen Christentums“ muss „immer im Bewußtsein des unaussprechlichen Mysteriums“ geschehen.
(52) Die „liturgischen Normen“ sind „ein konkreter Ausdruck der authentischen Kirchlichkeit der Eucharistie“. „Die Liturgie ist niemals Privatbesitz von irgendjemandem, weder vom Zelebranten noch von der Gemeinde, in der die Mysterien gefeiert werden.“ Der „Gehorsam gegenüber den liturgischen Normen“ ist Ausdruck der Einheit der Kirche und der „Liebe zur Kirche“.

### VI. Kapitel: In der Schule Mariens – Die Eucharistie und Maria (Nr. 53–58)
(53) Maria als „Lehrmeisterin in der Betrachtung des Antlitzes Christi“ kann „tatsächlich zu diesem heiligsten Sakrament hinführen, da sie zu ihm eine tiefe Beziehung hat.“
(54) Die Eucharistie als Mysterium fidei überragt den Verstand „so weit […], daß von uns eine ganz reine Hingabe an das Wort Gottes gefordert wird.“ Deshalb ist Maria „Stütze und Wegweiserin […], um eine solche Haltung zu erwerben.“
(55) Es besteht eine „tiefgehende Analogie zwischen dem Fiat, mit dem Maria auf die Worte des Engels geantwortet hat, und dem Amen, das jeder Gläubige spricht, wenn er den Leib des Herrn empfängt.“ Maria war schwanger in gewisser Weise der erste „Tabernakel“ der Geschichte.
(56) „Nicht nur auf Golgota, sondern während ihres ganzen Lebens an der Seite Christi machte sich Maria den Opfercharakter der Eucharistie zu eigen.“
(57) „Mit der Kirche und als Mutter der Kirche ist Maria in jeder unserer Eucharistiefeiern anwesend.“
(58) „In der Eucharistie vereint sich die Kirche ganz mit Christus und seinem Opfer und macht sich den Geist Mariens zu eigen.“

### Schluss (Nr. 59–62)
(60) „Jedes Bemühen um Heiligkeit, jede Tat, die auf die Verwirklichung der Sendung der Kirche ausgerichtet ist, jede Umsetzung pastoraler Pläne muß die notwendige Kraft aus dem eucharistischen Mysterium beziehen und auf dieses Mysterium als ihren Höhepunkt hingeordnet sein.“
(61) „Das eucharistische Mysterium – Opfer, Gegenwart, Mahl – darf nicht verkürzt und nicht verzweckt werden. Man muß es in seiner Fülle leben: während der Feier selbst, beim innigen Zwiegespräch mit Jesus nach dem Empfang der Kommunion, in der Zeit der eucharistischen Anbetung außerhalb der Messe.“ „Der Schatz der Eucharistie, den uns der Herr anvertraut hat, sport uns an, nach dem Ziel der vollen eucharistischen Gemeinschaft mit allen Brüdern und Schwestern zu streben, mit denen uns die gemeinsame Taufe verbindet. Um einen solchen Schatz nicht zu vergeuden, müssen allerdings die Anforderungen beachtet werden, die sich von seiner Natur als Sakrament der Gemeinschaft im Glauben und in der apostolischen Sukzession ableiten.“
(62) Die Heiligen sind die „großen Interpreten der wahren eucharistischen Frömmigkeit.“